# Свадбе неће бити
Свадбе неће бити је трећи студијски албум фолк певачице Вики Миљковић, издат 1995. године за ЗаМ. Мзику су радили Фута Радуловић, Саша Васић и Александар Милић, а продуценти су били Фута и Зоран Тутуновић. Текстове је писала Марина Туцаковић. Снимљен је спот за песму Небеске сузе.

## Списак песама
1. Свадбе неће бити
2. Тринаест дана
3. Добри и зли
4. Небеске сузе
5. Србија
6. Минут ћутања
7. Понедељак
8. Хит лета